# Initiatief voor Infrastructurele Integratie van Zuid-Amerika

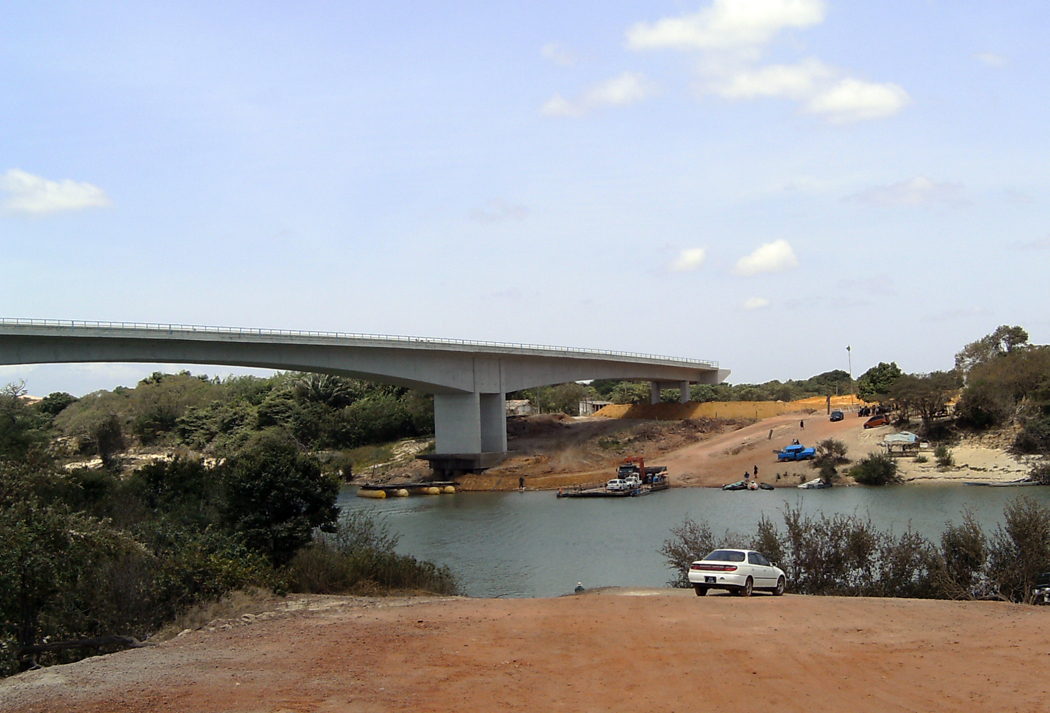
Brug over Takutu tussen Guyana en Brazilië, tot stand gekomen in het kader van de Guyanaschild-as van IIRSA

Het Initiatief voor Infrastructurele Integratie van Zuid-Amerika (voluit in het Spaans: Iniciativa para la Integración de la Infraestructura Regional Suramericana, in het Engels: Initiative for the Integration of the Regional Infrastructure of South America), afgekort IIRSA, is een intergouvernementeel project voor de verbetering van de verbindingen tussen landen in Zuid-Amerika voor verkeer, energie en telecommunicatie.
Tot de oprichting werd besloten op een Zuid-Amerikaanse topconferentie in 2000.
Het IIRSA is nu een project van de Unie van Zuid-Amerikaanse Naties (UZAN/Unasur).  Alle 12 lidstaten zijn betrokken: Argentinië, Bolivia, Brazilië, Chili, Colombia, Ecuador, Guyana, Paraguay, Peru, Suriname, Uruguay en Venezuela.

## Assen van integratie
Het IIRSA onderscheidt tien regionale assen van integratie en ontwikkeling (in het Spaans: Ejes de Integración y Desarollo, afgekort EID, in het Engels: hubs).
- Andes-gebied
- Zuidelijke Andes
- Steenbokskeerkring
- Paraguay - Parana - waterweg
- Amazone-gebied
- Guyana-schild
- het verre Zuiden
- de Centrale Interoceanische as
- Mercosur - Chili
- Peru - Brazilië - Bolivia